# Paolo Barca, maestro elementare, praticamente nudista
Paolo Barca, maestro elementare, praticamente nudista, è un film del 1975 di Flavio Mogherini, interpretato da Renato Pozzetto e Paola Borboni.

## Trama
Il giovane docente milanese Paolo Barca, disinibito e nudista convinto, si trasferisce per lavoro in provincia di Catania, scontrandosi con una mentalità che ai suoi occhi appare decisamente bigotta. Con il tempo, riuscirà a cambiare qualcosa sia nella scuola che nel suo carattere.

## Curiosità
In seguito al rifiuto di Ciccio Ingrassia, il ruolo del direttore didattico verrà proposto a Stefano Satta Flores. 